# Chaps

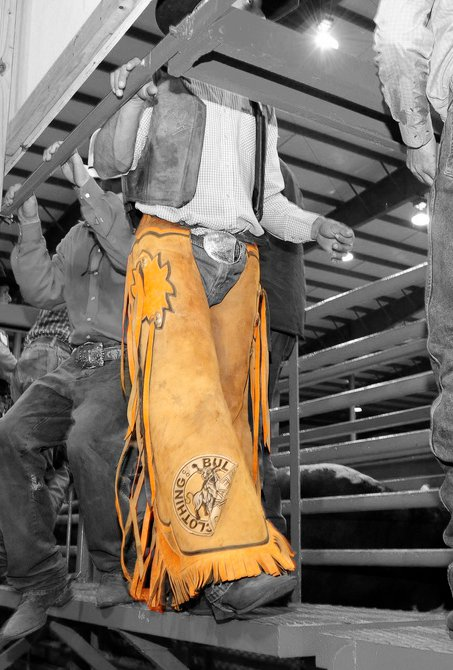
Dei chaps in risalto

I chaps sono robusti rivestimenti per le gambe costituiti da leggings e una cintura. Sono allacciati sopra i pantaloni con la cintura integrata dei chaps, ma a differenza dei pantaloni non hanno un sedile e non sono uniti al cavallo.

## Storia

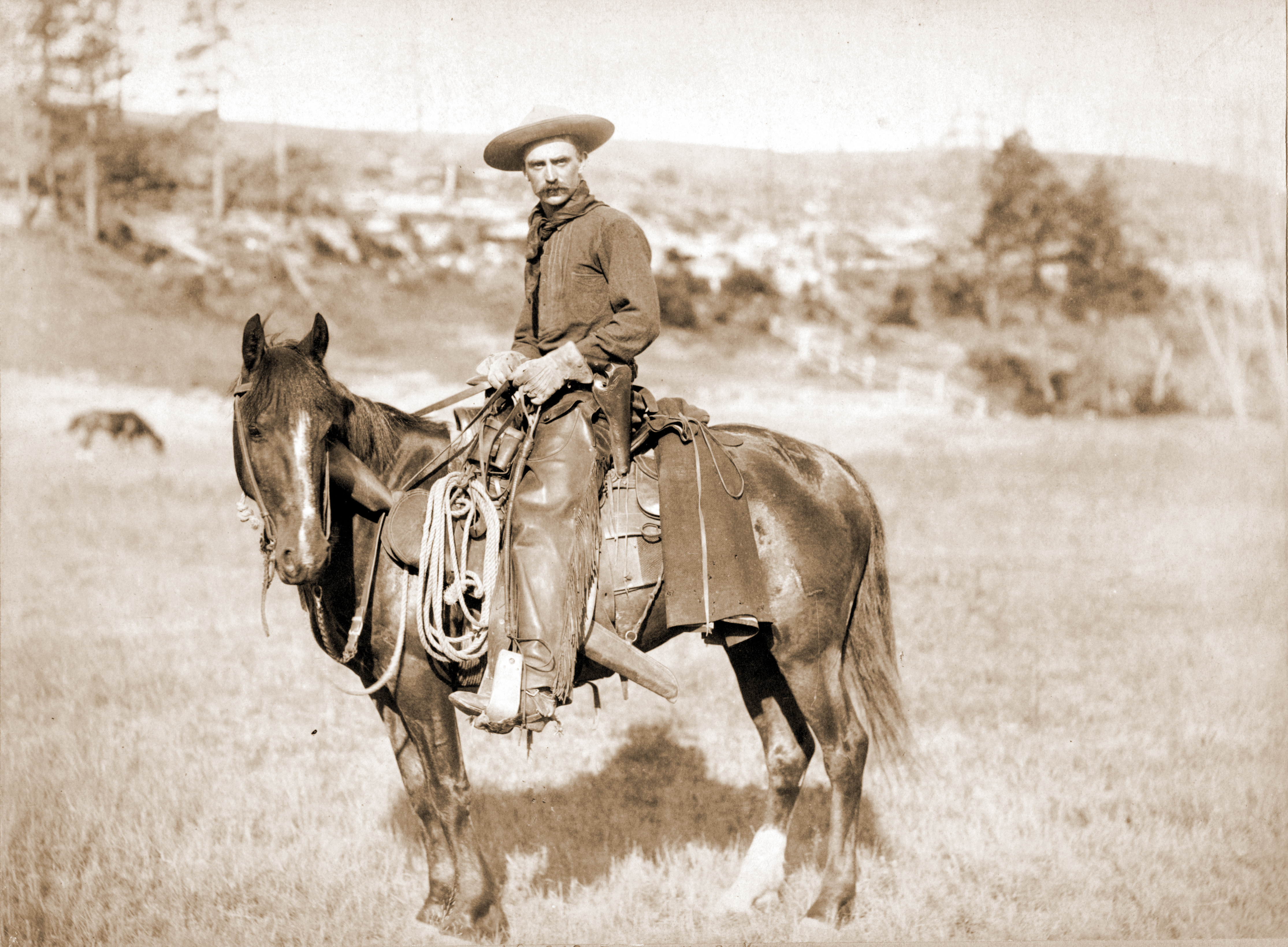
Un cowboy, c. 1887, che indossa dei chaps.

I chaps derivano da "zahones", usati nel sud della Spagna da cacciatori e vaqueros per proteggere i pantaloni dai graffi prodotti dallo sfregamento con piante o rami. Furono molto probabilmente adottati nell'America spagnola insieme alla cultura dei cowboy, e da lì passarono nel selvaggio West americano. La prima forma di indumento protettivo in pelle usato dai cavalieri a cavallo che pascolavano il bestiame in Spagna e Messico era chiamata armas, che significa "armi". Erano essenzialmente due grandi pezzi di pelle di mucca che venivano usati come una specie di grembiule protettivo. Si attaccavano al corno della sella del cavaliere, e si stendevano sia sul petto del cavallo che sulle gambe del cavaliere. Da questo primo e piuttosto ingombrante design derivarono modifiche che posizionarono l'indumento interamente sul cavaliere, e poi variazioni di stile adattate quando i vaqueros, e in seguito i cowboy, si spostarono a nord dal Messico verso la costa del Pacifico e le regioni settentrionali delle Montagne Rocciose di quelli che oggi sono gli Stati Uniti e il Canada. Ci sono anche prove che alcune caratteristiche del design possano derivare dagli uomini di montagna, che li copiarono dai leggings indossati dai nativi americani. Secondo David Hackett Fischer (1989), i pantaloni di cuoio indossati tra i pionieri avevano predecessori scozzesi-irlandesi e inglesi del nord, fornendo come prova registrazioni del XVIII secolo di leggings di pelle di pecora nel Westmorland e ghette note come "calze di cuoio" a Carlisle. Stili diversi si svilupparono per adattarsi al clima locale, al terreno e ai pericoli. I modelli furono anche modificati per scopi puramente stilistici e decorativi. Il momento dell'effettiva apparizione dell'indumento sui cowboy americani è incerto. Verso la fine degli anni '70 dell'Ottocento, tuttavia, la maggior parte dei cowboy del Texas li indossava mentre l'industria del bestiame si spostava a nord. Nel 1884, il Dictionary of American Regional English annota l'uso della parola nel Wyoming, scritto "schaps".
La parola chaps deriva da chaparajos o chaparreras, che sono parole spagnole messicane per questo indumento, derivate in ultima analisi dallo spagnolo chaparro, un senso del quale è un cespuglio basso e in crescita, difficile da attraversare cavalcando senza danneggiare i vestiti. In inglese, la parola ha due pronunce comuni: [ʃæps] e [tʃæps]. Almeno dalla fine del XIX secolo, negli Stati Uniti occidentali e in Canada, i cavalieri di lingua inglese hanno avuto la tendenza a pronunciare la parola [ʃæps]. Questa pronuncia è usata anche tra i cavalieri di rodeo in Nuova Zelanda. I cavalieri di lingua inglese negli Stati Uniti orientali e in Canada, Australia e Regno Unito hanno avuto la tendenza a pronunciare la parola [tʃæps].

## Chaps da equitazione
I shotgun, a volte chiamati "stovepipes", erano così chiamati perché le gambe sono dritte e strette. Furono il primo modello utilizzato dai cowboy del Texas dalla fine del 1870. Ogni gamba è tagliata da un singolo pezzo di pelle. La loro vestibilità è aderente, avvolgendo completamente la gamba. Hanno cerniere a tutta lunghezza che corrono lungo la parte esterna della gamba dalla coscia fino a poco sopra la caviglia. Il bordo di ogni chaps è solitamente frangiato e il fondo è talvolta tagliato con un arco o una svasatura che consente una vestibilità fluida sull'arco di uno stivale. I shotgun non sventolano come può fare il design "ad ali di pipistrello" (batwing) e sono anche migliori nell'intrappolare il calore corporeo, un vantaggio in condizioni ventose, nevose o fredde, sebbene sgradevoli in condizioni climatiche molto calde o umide. I shotgun sono più comuni nei ranch nel nord-ovest, nelle Montagne Rocciose e negli Stati delle pianure settentrionali, così come in Canada, e sono il modello più comunemente visto nelle competizioni equestri per cavalieri occidentali, in particolare nell'equitazione occidentale. I cavalieri inglesi che indossano chaps lunghi solitamente indossano anche quelli stile shotgun, a volte senza frange.
I batwing sono larghi con una svasatura nella parte inferiore. Generalmente realizzati in pelle liscia, hanno solo due o tre chiusure attorno alla coscia, consentendo così una grande libertà di movimento per la parte inferiore della gamba. Ciò è utile quando si cavalca molto attivamente e rende più facile montare a cavallo. Questo design fornisce anche una maggiore circolazione dell'aria ed è quindi un po' più fresco per l'uso in climi caldi. I chaps "ad ali di pipistrello" (batwing) sono spesso visti sui concorrenti del rodeo, in particolare quelli che cavalcano bestiame da monta. Sono visti anche nei ranch da lavoro, in particolare in Texas. Erano un design successivo, sviluppato dopo la fine del pascolo aperto. Sebbene per definizione i chaps che indossano i concorrenti del rodeo siano considerati chaps ad ali di pipistrello, i concorrenti non li chiamano così. Sono semplicemente chiamati "chaps da rodeo". Ci sono alcune differenze nel design tra i chaps ad ali di pipistrello da lavoro del ranch e i chaps da rodeo. Essi sono solitamente più colorati e decorati, mentre i cowboy del ranch hanno bisogno di durezza rispetto allo stile. I chaps da rodeo hanno una lunga frangia fluente che può essere dello stesso colore del corpo o di un colore diverso.
I chinks sono dei chaps di mezza lunghezza che si fermano da due a quattro pollici (da 5 a 10 cm) sotto il ginocchio, con frange molto lunghe sul fondo e lungo i lati. Di solito sono frangiati lungo il bordo esterno e il fondo, facendo apparire la loro lunghezza apparente più lunga di circa 4 pollici (10 cm). La forma della gamba è tagliata da qualche parte tra le "ali di pipistrello" e ogni gamba di solito ha solo due chiusure, alte sulla coscia. Sono più freschi da indossare e quindi un design adatto a climi molto caldi. Sono occasionalmente chiamati "half-chaps". L'etimo originale potrebbe essere stato chincaderos o chigaderos, e potrebbe essersi originariamente riferito ad armitas. I chinks sono più spesso visti sui cowboy negli stati del sud-ovest e del Pacifico, in particolare su coloro che seguono la tradizione vaquero o "buckaroo" della California.
Gli armitas sono uno stile di chaps primitivo, sviluppato dagli spagnoli nel Messico coloniale e associato ai "buckaroos" o vaqueros dell'area del Great Basin di quella che oggi è la zona degli Stati Uniti. Sono delle ghette corte con le gambe completamente chiuse che devono essere indossate in modo simile ai pantaloni. A volte sono un po' più lunghe dei chinks, ma si fermano comunque sopra la parte superiore dello stivale, con frange sui lati e sul fondo per raggiungere la parte superiore dello stivale, fissate da una cintura con frange.
Un grembiule da maniscalco è uno stile specializzato di cinturini senza frange, noto anche come chaps da ferratura dei cavalli. Proteggono la parte superiore delle gambe dei maniscalchi da graffi o tagli durante il processo di ferratura o di trattamento degli zoccoli dei cavalli. Alcuni modelli hanno una parte anteriore staccabile per la sicurezza durante il lavoro. I grembiuli da maniscalco sono talvolta utilizzati anche dai mandriani quando accatastano il fieno per ridurre l'usura degli indumenti.
I woolies sono una variante dei chaps shotgun, realizzati con pelle bovina con pelo, spesso angora, foderati con tela all'interno. Sono i chaps più caldi, associati alle pianure settentrionali e alle Montagne Rocciose. Sono apparsi sulle Grandi Pianure intorno al 1887.
Gli zamorros assomigliano un po' ai batwing, in quanto i leggings sono aderenti alla coscia e si svasano sotto il ginocchio, ma a differenza dei pantaloni ad ali di pipistrello, i leggings si estendono ben sotto lo stivale con una caratteristica svasatura triangolare. Gli zamorros sono comunemente realizzati in pelle di mucca, sia in pelle conciata semplice che in pelli con il pelo. Sono popolari tra i cavalieri della razza Paso Fino e derivano da stili visti in Colombia. Storicamente, la parola zamorros si riferiva semplicemente a uno stile di base simile al tipo di chaps "shotgun" lisci o con pelo indossati dai cavalieri colombiani.

### Variazioni europee
I chaps indossati dai campinos in Portogallo durante gli anni '50 erano di pelle di pecora o di capra con lana o pelo e di uno stile "a tubo di scarico", mentre in Spagna, i chaps erano senza pelo e presentavano disegni finemente lavorati chiamati "poker-work". In Spagna oggi, i rejoneadores (il nome dato in Spagna a un torero che combatte il toro a cavallo, mentre in Portogallo è chiamato Cavaleiro Tauromaquico) indossano chaps lisci fissati con un singolo cinturino dietro il ginocchio. Sono indossati anche nelle monterías, sia nelle loro varianti in pelle che in quelle di Grazalema.

### Usi
I chaps sono pensati per proteggere le gambe dei cowboy dal contatto con i pericoli ambientali quotidiani che si verificano quando si lavora con bovini, cavalli e altri animali da allevamento. Aiutano a proteggere le gambe dei cavalieri da graffi sui cespugli, ferite da spine di cactus, artemisia, mesquite e altra vegetazione spinosa. I chaps sono utili anche per altri tipi di equitazione. I chaps di pelle aderiscono meglio a una sella di pelle o a un cavallo a pelo rispetto ai pantaloni di stoffa e quindi aiutano il cavaliere a rimanere in sella. Sono indossati dai concorrenti di rodeo negli eventi "rough stock", tra cui il rodeo, il saddle bronc e il rodeo a pelo. I cavalieri di altre discipline, tra cui vari stili di monta inglese, a volte indossano i chaps mentre addestrano i cavalli.
I chaps sono comunemente indossati dai cavalieri occidentali alle esibizioni equestri, dove i concorrenti sono tenuti ad aderire alle forme tradizionali di abbigliamento, sebbene con tocchi più decorativi rispetto a quelli visti nei modelli di lavoro. Attualmente i chaps sono indossati anche come scelta di moda per l'addestramento equestre e le cliniche. I chaps possono ora includere cuciture a contrasto, elastico per una migliore vestibilità e dettagli in cristallo. I chaps sono spesso richiesti dalle regole dello spettacolo, e anche quando facoltativi secondo le regole sono spesso indossati per dare un aspetto "finito" a un vestito. Le mode cambiano periodicamente e gli stili variano tra le varie sotto-discipline all'interno dell'equitazione in stile western.

## Chaps non equestri
I chaps da motosega sono un componente dell'abbigliamento di sicurezza per motoseghe. Sono realizzati in materiali resistenti come il kevlar e proteggono le gambe da lesioni. Uno stile simile, sebbene di materiali diversi, viene venduto ai cacciatori e ad altri sportivi all'aperto per proteggersi dai morsi dei serpenti a sonagli. Al di fuori del paese dei serpenti, i cacciatori di uccelli spesso indossano "chaps da montagna" realizzati in cotone cerato o nylon per proteggere le gambe da rovi e spine. L'uso di chaps da montagna consente di indossare qualsiasi tipo di pantaloni sul campo e vengono anche utilizzati per proteggere le tute antipioggia.
I chaps da motociclista sono un tipo di abbigliamento di sicurezza per motociclisti e sono un esempio dello stile shotgun. Di solito sono realizzati in pelle con il lato liscio rivolto verso l'esterno e generalmente forniscono una protezione completa per la gamba e hanno cerniere laterali per consentire di indossarli facilmente. Sono popolari nella sottocultura dei motociclisti, offrendo protezione dal vento e dal freddo, nonché una protezione parziale da tagli e graffi in caso di caduta sulla carreggiata.
I chaps sono anche popolari nella moda fetish e nella sottocultura della pelle, dove spesso sono attillati e indossati senza jeans o altri indumenti sottostanti diversi da un brachetto. Possono essere realizzati in pelle, vernice, gomma o vinile e vengono indossati per decorazione senza scopo protettivo. Indossati in questo modo, vengono colloquialmente chiamati chaps "senza sedere", nonostante la ridondanza del termine (tutti i chaps sono "senza sedere"; i chaps con un sedere sarebbero chiamati pantaloni). Più spesso, questo stile viene chiamato chaps "da bar".